# USS Gurke (DD-783)
USS Gurke (DD-783) là một tàu khu trục lớp Gearing được Hải quân Hoa Kỳ chế tạo vào giai đoạn cuối Chiến tranh Thế giới thứ hai. Nó là chiếc tàu chiến duy nhất của Hải quân Mỹ được đặt theo tên Binh nhất Thủy quân Lục chiến Henry Gurke (1922–1943), người đã tử trận trong Chiến dịch Bougainville và được truy tặng Huân chương Danh dự. Hoàn tất khi chiến tranh đã sắp kết thúc, con tàu tiếp tục phục vụ trong giai đoạn Chiến tranh Lạnh, Chiến tranh Triều Tiên và Chiến tranh Việt Nam cho đến khi xuất biên chế năm 1977. Nó được chuyển cho Hy Lạp và tiếp tục phục vụ cùng Hải quân Hy Lạp như là chiếc Tombazis (D215) cho đến năm 1994. Gurke được tặng thưởng bảy Ngôi sao Chiến trận do thành tích phục vụ trong Chiến tranh Triều Tiên.

## Thiết kế và chế tạo
Tàu khu trục DD-783 nguyên được đặt lườn vào ngày 1 tháng 7 năm 1944 tại xưởng tàu của hãng Todd Pacific Shipyards ở Tacoma, Washington như là chiếc USS John A. Bole, nhưng được đổi tên thành USS Gurke sau khi cái tên trên được chuyển cho chiếc John A. Bole (DD-755), một tàu khu trục lớp Allen M. Sumner. Nó được hạ thủy vào ngày 15 tháng 2 năm 1945; được đỡ đầu bởi bà Julius Gurke, mẹ Binh nhất Gurke, và nhập biên chế vào ngày 12 tháng 5 năm 1945 dưới quyền chỉ huy của Hạm trưởng, Trung tá Hải quân Kenneth Loveland.

## Lịch sử hoạt động

### 1945 – 1950
Sau khi hoàn tất việc chạy thử máy dọc theo vùng bờ Tây, Gurke khởi hành đi sang khu vực Tây Thái Bình Dương vào ngày 27 tháng 8 năm 1945, khi Nhật Bản đã chấp nhận đầu hàng kết thúc cuộc xung đột. Nó đi đến Trân Châu Cảng vào ngày 2 tháng 9, và tiếp tục hành trình đi sang phía Tây để tham hia hoạt động hỗ trợ cho lực lượng chiếm đóng. Quay trở về cảng nhà tại San Diego, California vào tháng 2 năm 1946, nó hoạt động huấn luyện cho đến ngày 4 tháng 9 năm 1947, khi lại lên đường cho một chuyến đi khác sang khu vực Tây Thái Bình Dương. Trong ba năm tiếp theo, ngoài những hoạt động thường lệ ngoài khơi San Diego, chiếc tàu khu trục còn được phái sang Viễn Đông hai lượt nữa, xen kẻ với một chuyến đi đến Alaska vào năm 1948 nhân dịp kỷ niệm 50 năm phát hiện những mỏ vàng tại Klondike, Yukon, Alaska.

### Chiến tranh Triều Tiên
Sự kiện lực lượng Bắc Triều Tiên vượt qua vĩ tuyến 38 tấn công xuống lãnh thổ Nam Triều Tiên vào ngày 25 tháng 6, 1950 đã khiến cho Chiến tranh Triều Tiên bùng nổ; và Gurke khởi hành từ San Diego vào ngày 5 tháng 8 để đi sang Viễn Đông, đi đến Yokosuka, Nhật Bản vào ngày 19 tháng 8. Gia nhập Lực lượng Đặc nhiệm 77, nó hộ tống các tàu sân bay nhanh hoạt động dọc theo bờ biển phía Tây bán đảo Triều Tiên từ ngày 25 tháng 8 đến ngày 6 tháng 9. Sau đó nó đã hỗ trợ cho cuộc đổ bộ lên Inchon từ ngày 13 đến ngày 15 tháng 9, nơi nó chia sẻ danh hiệu Đơn vị Tuyên dương Hải quân cùng năm tàu khu trục khác thuộc Đơn vị Đặc nhiệm 90.62 do đã hoạt động anh dũng trong Trận Inchon.
Băng qua eo biển So Sudo vào lúc triều cường trong ngày đầu tiên, Gurke tiến hành bắn phá đảo Wolmi-do và bờ biển trước mặt cảng Inchon. Hỏa lực pháo đối phương tập trung vào ba tàu khu trục vốn bị hạn chế cơ động do không gian hạn hẹp, và nó chịu đựng ba phát đạn pháo bắn trúng khiến hai người bị thương và hư hại nhẹ. Những khẩu pháo 5-inch của con tàu đã bắn pháo chuẩn bị cho cuộc đổ bộ vào ngày 15 tháng 9, cho đến khi đợt binh lính Thủy quân Lục chiến đầu tiên đổ bộ lên bờ biển Wolmi-do, và chiếm được đảo này vào lúc xế trưa. Việc khống chế được Wolmi-do đã đảm bảo cho việc các tàu đổ bộ tiếp cận Inchon vào buổi chiều hôm đó.
Sau đó Gurke hộ tống cho các tàu sân bay trong chiến dịch không kích các tuyến đường tiếp liệu và vị trí tập trung quân đối phương tại Triều Tiên. Nó cũng tuần tra tại khu vực eo biển Đài Loan nhằm ngăn ngừa việc lực lượng Trung Cộng xung đột với phe Quốc dân đảng đã triệt thoái sang Đài Loan. Trong năm đầu tiên của cuộc chiến tranh, nó thường xuyên đảm nhiệm vai trò soái hạm cho Phó đô đốc Arthur D. Struble, Tư lệnh Lực lượng Đặc nhiệm 77. Chiếc tàu khu trục đã hai lần quay trở về Hoa Kỳ để nghỉ ngơi và đại tu, nhưng đều quay trở lại khu vực Tây Thái Bình Dương để tiếp tục phục vụ trong cuộc xung đột, đảm trách việc hộ tống các tàu sân bay cũng như bắn phá các mục tiêu đối phương. Nó từng phá hủy một đoàn tàu hỏa đối phương, và bị các khẩu đội pháo binh nhắm bắn vào ngày 25 tháng 6, 1953, bị hai phát bắn trúng trực tiếp cùng nhiều mảnh đạn do những phát đạn nổ trên không, nhưng không bị thương vong hay hư hại đáng kể nào.

### 1953 – 1962
Sau khi đạt được một thỏa thuận ngừng bắn giúp kết thúc cuộc xung đột tại Triều Tiên vào tháng 8, 1953, Gurke tiếp tục hoạt động tuần tra tại khu vực Viễn Đông để giúp duy trì hòa bình. Những đợt biệt phái kéo dài sáu đến tám tháng sang khu vực Tây Thái Bình Dương được xen kẻ với những giai đoạn đại tu và huấn luyện tại vùng bờ Tây; nhịp điệu này được duy trì cho đến đầu thập niên 1960. Trong các ngày 17 và 18 tháng 6, 1960, nó nằm trong thành phần hộ tống cho tàu tuần dương hạng nặng Saint Paul (CA-73) đưa Tổng thống Dwight D. Eisenhower trong chuyến viếng thăm Manila-Đài Loan, cũng như từng tham gia hoạt động thu hồi các tàu vũ trụ trong các chương trình không gian. Vào tháng 6, 1962, chiếc tàu khu trục tham gia các cuộc thử nghiệm vũ khí hạt nhân trong khuôn khổ Chiến dịch Dominic tại khu vực đảo Kiritimati.

### 1963 – 1970
Từ ngày 11 tháng 7, 1963, Gurke được nâng cấp tại Xưởng hải quân Puget Sound trong khuôn khổ Chương trình Hồi sinh và Hiện đại hóa Hạm đội I (FRAM: Fleet Rehabilitation and Modernization). Khi công việc hoàn tất vào ngày 1 tháng 5, 1964, con tàu được bổ sung một dàn phóng tên lửa chống tàu ngầm RUR-5 ASROC, hai dàn phóng ngư lôi Mark 32 ba nòng cho kiểu ngư lôi Mark 44 chống tàu ngầm, cùng một hầm chứa và sàn đáp để vận hành máy bay trực thăng không người lái chống tàu ngầm Gyrodyne QH-50 DASH cũng như bộ sonar AN/SQS-23 hiện đại. Để bù trừ lại trọng lượng những thiết bị được bổ sung, các ống phóng ngư lôi 21-inch, một tháp pháo 5-inch nòng đôi và tất cả pháo phòng không hạng nhẹ của con tàu đã được tháo dỡ.

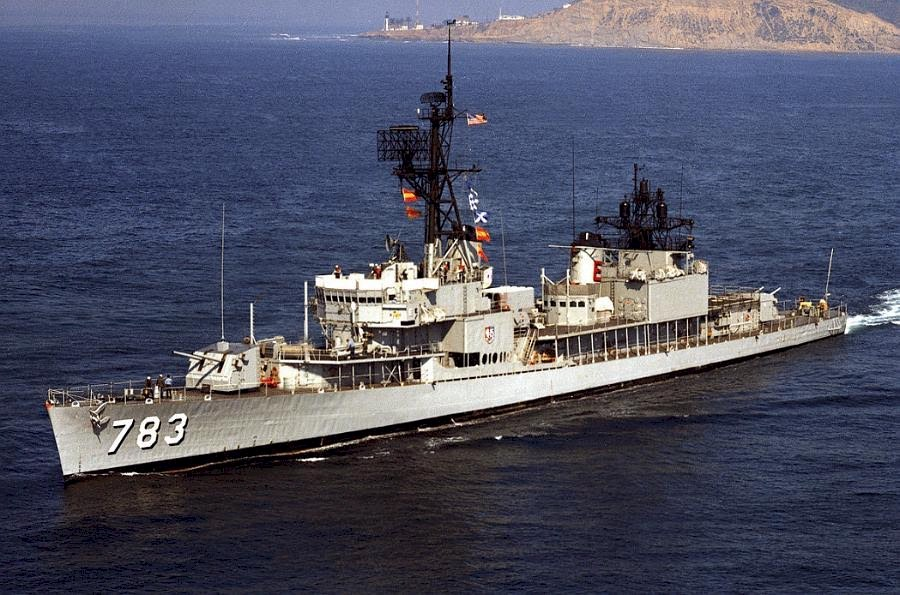
Gurke sau khi được hiện đại hóa FRAM I.

Gurke đi đến cảng nhà mới tại San Diego vào ngày 15 tháng 5, 1964, và thực hành cùng hạm đội dọc theo vùng bờ Tây cho đến ngày 21 tháng 10, khi nó lên đường đi sang Viễn Đông. Nó đi đến Yokosuka, Nhật Bản, và gia nhập Đệ Thất hạm đội vào ngày 16 tháng 11, hoạt động trong thành phần Lực lượng Đặc nhiệm 77. Nó có mặt trong biển Đông vào ngày 1 tháng 1, 1965 trong thành phần Đội đặc nhiệm 77.7, dành phần lớn thời gian để phục vụ canh phòng máy bay và hộ tống cho các tàu sân bay Ranger (CVA-61) và Hancock (CVA-19). Khi cường độ xung đột trong cuộc Chiến tranh Việt Nam ngày càng trở nên ác liệt vào cuối tháng 1, chiếc tàu khu trục đã hộ tống cho một đội đặc nhiệm đổ bộ tại khu vực Đà Nẵng, Nam Việt Nam. Hoạt động của nó xen kẻ với những dịp được nghỉ ngơi tại vịnh Subic, Philippines và Hong Kong.
Vào ngày 20 tháng 4, Gurke lên đường hộ tống cho tàu sân bay Ranger trong hành trình quay trở về Hoa Kỳ, về đến San Diego vào ngày 7 tháng 5. Nó tiếp tục hoạt động thường lệ dọc theo vùng bờ Tây, với một chuyến đi lên phía Bắc đến Seattle, Washington, cho đến khi lên đường vào ngày 12 tháng 5, 1966 để đi sang khu vực Tây Thái Bình Dương. Ghé qua Hawaii, Nhật Bản và Philippines trên đường đi, nó bắt đầu hoạt động tại vịnh Bắc Bộ từ cuối tháng 6, làm nhiệm vụ tìm kiếm và giải cứu. Trong giai đoạn này nó đã thử nghiệm việc tiếp nhiên liệu cho máy bay trực thăng trên đường đi, nhằm phục vụ cho việc tìm kiếm và giải cứu những phi công bị bắn rơi trong lãnh thổ đối phương. Vào ngày 1 tháng 7, ba tàu phóng lôi của phía Bắc Việt Nam được phát hiện ở cách Gurke và ba tàu khu trục khác khoảng 11 nmi (20 km), và tiếp cận với tốc độ cao. Máy bay xuất phát từ tàu sân bay Constellation (CV-64) đã ngăn chặn và đánh chìm cả ba tàu đối phương. Các tàu khu trục đã vớt được 19 người sống sót để thẩm vấn.
Sau một đợt nghỉ ngơi ngắn tại Hong Kong, Đài Loan và Philippines trong tháng 8, Gurke tiếp tục làm nhiệm vụ tại vịnh Bắc Bộ trong tháng 9, ghi một kỷ lục hoàn tất 113 lượt tiếp nhiên liệu cho máy bay trực thăng trên đường đi, đồng thời đã bắn phá những vị trí của lực lượng cộng sản tại khu vực đồng bằng sông Cửu Long và cửa sông Sài Gòn. Được thay phiên vào mùa Thu năm đó, con tàu lên đường quay trở về nhà ngang qua Okinawa và Nhật Bản, về đến San Diego vào ngày 16 tháng 11. Trong năm 1967, nó hoạt động thường lệ tại vùng bờ Tây và chuẩn bị cho lượt phục vụ tiếp theo.
Vào tháng 11, 1967, Gurke lên đường hướng sang khu vực Hawaii và Nhật Bản. Nó hoạt động tại trạm Yankee trong nhiệm vụ tìm kiếm và giải cứu tại khu vực phía Bắc vịnh Bắc Bộ, rồi tham gia cuộc Tập trận Formation Star tại vùng biển Nhật Bản vào tháng 1, 1968 khi phản ứng lại sự kiện Bắc Triều Tiên chiếm giữ tàu do thám USS Pueblo (AGER-2). Quay trở lại vùng biển Việt Nam sau vụ tấn công Tết Mậu Thân, chiếc tàu khu trục đã bắn hải pháo hỗ trợ cho lực lượng Thủy quân Lục chiến Hoa Kỳ tái chiếm thành phố Huế. Nó được nghỉ ngơi tại Hong Kong, rồi tham gia Chiến dịch Sea Dragon tại vùng biển Bắc Việt Nam để ngăn chặn việc vận chuyển lực lượng và vũ khí ven biển. Kết thúc lượt hoạt động kéo dài tám tháng, con tàu quay trở về San Diego vào tháng 6, 1968.
Vào ngày 11 tháng 3, 1969, cùng với tàu sân bay Enterprise (CVN-65) và tàu tuần dương Dale (DLG-19), Gurke khởi hành từ Trân Châu Cảng để hướng sang Viễn Đông; chúng gia nhập Đội đặc nhiệm 17.3 thuộc Đệ Thất hạm đội bốn ngày sau đó, và đi đến vịnh Subic vào ngày 27 tháng 3. Con tàu hoạt động tại trạm Yankee từ ngày 29 tháng 3, ghé qua Sasebo trong tháng 4, rồi cùng tàu tuần dương Oklahoma City (CLG-5) khởi hành từ Sasebo vào ngày 22 tháng 4 để tuần tra trong biển Nhật Bản sau khi một máy bay trinh sát bị mất tích tại đây. Sau một giai đoạn ngắn hoạt động cùng các tàu tuần dương Dale và Chicago (CG-11), nó quay trở về Sasebo vào ngày 28 tháng 4 để bảo trì. Rời Sasebo, nó phục vụ canh phòng máy bay cho Enterprise tại trạm Yankee trong vịnh Bắc Bộ từ ngày 5 đến ngày 12 tháng 5, rồi đi đến vịnh Subic chuẩn bị cho nhiệm vụ tiếp theo. Nó rời vịnh Subic vào ngày 19 tháng 5 để hướng sang Việt Nam, thay phiên cho tàu khu trục chị em Rupertus (DD-851) trong vai trò hỗ trợ hải pháo tại khu vực trách nhiệm của Quân đoàn III. Phần lớn hoạt động của nó diễn ra ngoài khơi Vũng Tàu; và vào ngày 25 tháng 5, nó đã cứu vớt Đại úy Dennis Stafford, một phi công Không quân Hoa Kỳ, khi chiếc F-100 Super Sabre của anh ta bị hư hại nặng và rơi trên biển.
Đến ngày 1 tháng 6, 1969, Gurke rời khỏi vùng tuyến đầu để quay lại vai trò canh phòng máy bay cho tàu sân bay Kitty Hawk (CVA-63), rồi quay trở về Sasebo để bảo trì và nghỉ ngơi. Vào ngày 5 tháng 7, nó rời Sasebo để đi Cao Hùng, Đài Loan, nhưng chuyến viếng thăm cảng này bị cắt ngắn khi tàu khu trục Radford (DD-446) gặp trục trặc kỹ thuật. Gurke đã lên đường để thay phiên cho Radford trong vai trò canh phòng máy bay cho tàu sân bay Bon Homme Richard (CVA-31). Đến ngày 7 tháng 7, một tàu khu trục khác đi đến đảm nhận vai trò này và Gurke quay trở lại Cao Hùng, ở lại cảng này từ ngày 13 đến ngày 20 tháng 7. Nó rời cảng vào ngày hôm sau để hoạt động tại Trạm Yankee, đảm nhiệm vai trò canh phòng máy bay cho tàu sân bay Kitty Hawk.
Chỉ hai ngày sau đó, Gurke lại được cho tách ra để cùng tàu tuần dương tên lửa điều khiển Sterett (DLG-31) đảm nhiệm vai trò PIRAZ (Khu vực Nhận diện và Tư vấn Radar Chủ động), một trạm canh phòng nhằm cảnh báo sớm máy bay hay tàu chiến đối phương vốn có thể là mối đe dọa cho các đơn vị của Đệ Thất hạm đội hoạt động trong vịnh Bắc Bộ. Nó quay trở lại phục vụ cùng Bonne Homme Richard vào ngày 9 tháng 8, một lần nữa đảm trách canh phòng máy bay cho chiếc tàu sân bay; tuy nhiên chỉ hai ngày sau đó, nó được điều sang phụ trách canh phòng máy bay cho tàu sân bay Kitty Hawk. Hoàn thành lượt bố trí hoạt động tại Viễn Đông, vào ngày 16 tháng 8, Gurke cùng với tàu sân bay Kitty Hawk và tàu khu trục tên lửa điều khiển King (DLG-10) rời Trạm Yankee để quay trở về nhà. Trên đường đi họ sáp nhập cùng tàu sân bay Kearsarge (CVS-33), vốn đang thực hiện chuyến hải hành sau cùng vì đã được lên kế hoạch ngừng hoạt động và loại biên chế.
Gurke sau đó còn được phái sang khu vực Tây Thái Bình Dương một lần nữa trong năm 1970.

### 1971 - 1975
Vào mùa Hè năm 1971, Gurke thực hiện một chuyến đi thực tập cho học viên sĩ quan đến khu vực quần đảo Hawii. Đến ngày 20 tháng 10, nó chuyển cảng nhà từ San Diego đến Yokosuka. Đây là một phần của kế hoạch tái bố trí Hải đội Khu trục 15, vốn còn bao gồm các tàu khu trục Rowan (DD-782), Bausell (DD-845), Richard B. Anderson (DD-786) và Parsons (DDG-33), đến căn cứ trên tuyến đầu tại Nhật Bản. Tại Yokosuka, nó tham gia hầu hết các đợt thực hành huấn luyện và tập trận của Đệ Thất hạm đội; cùng với tàu tuần dương Worden (DLG-18) hoàn tất một lượt tuần tra hàng hải đặc biệt trong biển Nhật Bản ngoài khơi bờ biển Triều Tiên vào tháng 11, 1971; và đã tham gia cùng Lực lượng Đặc nhiệm 71 tuần tra răn đe tại Ấn Độ Dương vào lúc xảy ra cuộc xung đột giữa Ấn Độ và Pakistan vào tháng 12, 1971.
Khi tình hình trong cuộc Chiến tranh Việt Nam leo thang trở lại và mùa Xuân-mùa Hè 1972, Gurke được huy động tham gia vào những nhiệm vụ hầu như liên tục nối tiếp nhau trong suốt tháng 4 và tháng 5, bao gồm bắn hải pháo theo yêu cầu và bắn phá dọc bờ biển ngoài khơi Bắc và Nam Việt Nam, và tham gia các chiến dịch Freedom Train và Linebacker. Mục tiêu của những đợt bắn phá này là các tuyến đường sắt, đường bộ, vị trí tên lửa đối không, trạm radar, bến cảng, kho tàng cùng những cơ sở hậu cần mà đối phương sử dụng trong cuộc chiến. Con tàu cũng phục vụ chống tàu ngầm và bảo vệ cho các tàu sân bay trong vịnh Bắc Bộ, và nhiệm vụ tìm kiếm và giải cứu (SAR) gần Trạm Yankee.
Trong vùng chiến sự gần bờ biển Bắc Việt Nam, nhiều lần Gurke trở thành mục tiêu của các khẩu đội pháo bờ biển đối phương; nó trúng nhiều mảnh đạn pháo, nhưng không bị bắn trúng trực tiếp và không chịu thương vong. Tổng cộng chiếc tàu khu trục đã tham gia hơn 100 nhiệm vụ bắn phá hải pháo và hộ tống bảo vệ. Vào tháng 7, 1972, nó được đại tu tại Yokosuka, trở thành chiếc tàu khu trục đầu tiên làm việc này trong nhiều năm. Nó được trang bị một dàn phóng tên lửa dò bức xạ AGM-45 Shrik bên trên dàn phóng ASROC, dự định để sử dụng chống lại các trận địa tên lửa đối không S-75 Dvina (SAM-2) của đối phương tại Bắc Việt Nam; đồng thời nó cũng được trang bị tên lửa đối không tầm nhiệt AIM-9 Sidewinder trên sàn đáp máy bay trực thăng. Như vậy trong một giai đoạn ngắn, con tàu đã trở thành một tàu khu trục tên lửa điều khiển (DDG).
Với những vũ khí tên lửa, Gurke quay trở lại phục vụ cùng Đệ Thất hạm đội vào tháng 11, 1972. Sau đợt huấn luyện ôn tập, nó tham gia vào lượt bố trí tác chiến cuối cùng của Hải đội Khu trục 15 tại vịnh Bắc Bộ vào tháng 1 và tháng 2, 1973. Khi cuộc xung đột đã chấm dứt sau khi đạt được thỏa thuận ngừng bắn theo Hiệp định Paris 1973, con tàu bước vào một giai đoạn hoạt động hòa bình, bao gồm huấn luyện sẵn sàng chiến đấu và tập trận cùng hải quân các nước đồng minh tại khu vực Tây Thái Bình Dương. Những trang bị tên lửa tạm thời được tháo dỡ, và nó quay trở lại một vai trò tàu khu trục thông thường. Vào tháng 10, 1973, nó là tàu khu trục đầu tiên của Hải đội Khu trục 15 được điều sang hộ tống cho tàu sân bay Midway (CVA-41), vốn vừa được phái sang hoạt động tại Viễn Đông.
Vào tháng 5, 1974, Gurke cùng các đơn vị khác của Đệ Thất hạm đội đi xuống phía Nam để tham gia cuộc Tập trận Kangaroo I, và sau đó đã viếng thăm nhiều cảng Australia. Những cuộc tập trận Multiplex, Readex và cuộc tập trận đa quốc gia Aswex được nó thực hiện sau đó nhằm tiếp tục cải thiện khả năng sẵn sàng tác chiến. Vào tháng 4, 1975, nó được huy động vào việc di tản binh lính và quan chức Nam Việt Nam rời đất nước khi phe Cộng sản chiến thắng, trong khuôn khổ Chiến dịch Frequent Wind, cũng như trong nỗ lực giải cứu thủy thủ đoàn chiếc tàu container SS Mayaguez bị phía Khmer Đỏ bắt giữ vào ngày 12 tháng 5.
Gurke được cho xuất biên chế đồng thời rút tên khỏi danh sách Đăng bạ Hải quân vào ngày 30 tháng 1, 1976.

### Tombazis(D 215)
Con tàu được chuyển cho Hy Lạp vào ngày 17 tháng 3, 1977, và nhập biên chế cùng Hải quân Hy Lạp như là chiếc Tombazis (D 215) vào ngày 20 tháng 3, 1977. Nó là chiếc tàu chiến thứ ba của Hy Lạp được đặt cái tên này, theo tên Đô đốc Iakovos Tombazis.
Tombazis được tái trang bị từ năm 1980 đến năm 1981 nhằm phục vụ như một soái hạm. Dàn vũ khí của con tàu được tăng cường thêm pháo tự động Otobreda 76 mm trên sàn đáp máy bay trực thăng, cùng hai dàn phóng nòng đôi tên lửa đối hạm Harpoon. Nó được rút khỏi phục vụ thường trực vào năm 1994, và xóa đăng bạ vào ngày 12 tháng 1, 1997. Cho đến tháng 1, 1998, con tàu vẫn đang bị bỏ không tại vịnh Souda, Crete.

## Phần thưởng
Gurke được tặng thưởng bảy Ngôi sao Chiến trận do thành tích phục vụ trong Chiến tranh Triều Tiên.